# Måbødalen
Måbødalen er en spektakulær dal i Eidfjord kommune i Vestland Fylke i Norge. Dalen er kendt for den bratte vej fra Eidfjord og op til Vøringfossen ved Fossli. Vejen, som blev bygget i perioden 1900 – 1916, er i dag meget brugt som turvej for gående og cyklende turister. Den består af tre tunneler og tre broer. Et sted er vejen lagt i fem hårnålesving lige efter hinanden.
Vejen gennem Måbødalen regnes som et godt eksempel på vejingeniørkunst fra begyndelsen af 1900-tallet. I 1986 blev en ny vejføring gennem Måbøtunnelen åbnet.
Den 21. december 2009 blev hele vejstrækningen gennem Måbødalen fredet.